# Damac FC
Der Damac FC (arabisch نادي ضمك, DMG Nādī Ḍamak) ist ein saudi-arabischer Fußballklub mit Sitz in der Stadt Chamis Muschait innerhalb der Provinz Asir.

## Geschichte
Der Klub wurde ursprünglich im Jahr 1972 gegründet und taucht erstmals im Sechzehntel-Finale des King Cups 1977 in den Statistiken auf. Bei der Ausgabe 1979/80 gelang die Teilnahme am Achtelfinale. Als Meister der südlichen Region durfte der Klub in der Spielzeit 1980/81 an einem Aufstiegsturnier der zweiten Division teilnehmen. Aus diesem ging man nach einem 3:1-Sieg über den Okaz FC als Sieger hervor und stieg in die Erste Division, die zweite Liga des Landes auf. Nach besseren Platzierungen in den folgenden Spielzeiten musste der Klub in der Runde 1985/86 als Vorletzter mit 15 Punkten den Abstieg hinnehmen.
In der Saison 1989/90 schaffte man den Wiederaufstieg. Irgendwann danach stieg der Klub wahrscheinlich wieder in die dritte Spielklasse ab, da er ein paar Jahre später nicht mehr in den Statistiken zu finden ist. In der Saison 2003/04 taucht der Klub als Aufsteiger wieder in der dritten Liga auf. Mit 19 Punkten hätte man als Vorletzter eigentlich direkt wieder absteigen müssen, jedoch wurde später entschieden, dass es in dieser Saison keine Absteiger gibt. Der Klub platzierte sich am Ende der Folgesaison mit 36 Punkten auf dem zweiten Platz und stieg auf. Nach zunächst guten Platzierungen, rutschte man in die untere Tabellenhälfte ab. Die Spielzeit 2011/12 schloss man mit 26 Punkten über den 15. Platz als Absteiger. In der Spielzeit 2014/15 gelang mit 36 Punkten die Meisterschaft und nach Erfolg in der Aufstiegsrelegation die Rückkehr in die Division 1. In der Saison 2018/19 erreichte die Mannschaft mit 64 Punkten den zweiten Platz und damit erstmals in seiner Klubgeschichte den Aufstieg in die erste Liga des Landes, wo er auch in der Saison 2021/22 aktiv ist.

## Kader 2025/2026
Stand: 13. Juli 2025
| Nr. |               | Position | Name                   |
| --- | ------------- | -------- | ---------------------- |
| 3   | Algerien      | AB       | Abdelkader Bedrane     |
| 4   | Saudi-Arabien | AB       | Noor Al-Rashidi        |
| 7   | Saudi-Arabien | MF       | Abdullah Al-Qahtani    |
| 9   | Gambia        | ST       | Assan Ceesay           |
| 10  | Kamerun       | ST       | Georges-Kevin N'Koudou |
| 12  | Saudi-Arabien | AB       | Sanousi Al-Hawsawi     |

| Nr. |               | Position | Name                     |
| --- | ------------- | -------- | ------------------------ |
| 20  | Saudi-Arabien | AB       | Dhari Al-Anazi           |
| 22  | Saudi-Arabien | TW       | Abdulbasit Hawsawy       |
| 23  | Saudi-Arabien | ST       | Jawad Al-Hassan          |
| 30  | Saudi-Arabien | TW       | Naser Al-Ghamdi          |
| 90  | Saudi-Arabien | ST       | Hazzaa Al-Ghamdi         |
|     | Saudi-Arabien | ST       | Rayan Mansour Al-Qahtani |